# NGC 5711
NGC 5711 este o radiogalaxie situată în constelația Boarul. A fost descoperită în 17 martie 1831 de către John Herschel. Se află la o distanță de 113,76 megaparseci de Pământ.